# Aston Martin Cygnet
L'Aston Martin Cygnet va ser presentat l'any 2010 al Saló de l'Automòbil de Gènova. Aquest petit utilitari comparteix l'estructura i el motor del Toyota iQ i va ser creat per complir amb la Normativa Europea d'Emissions de 2012.

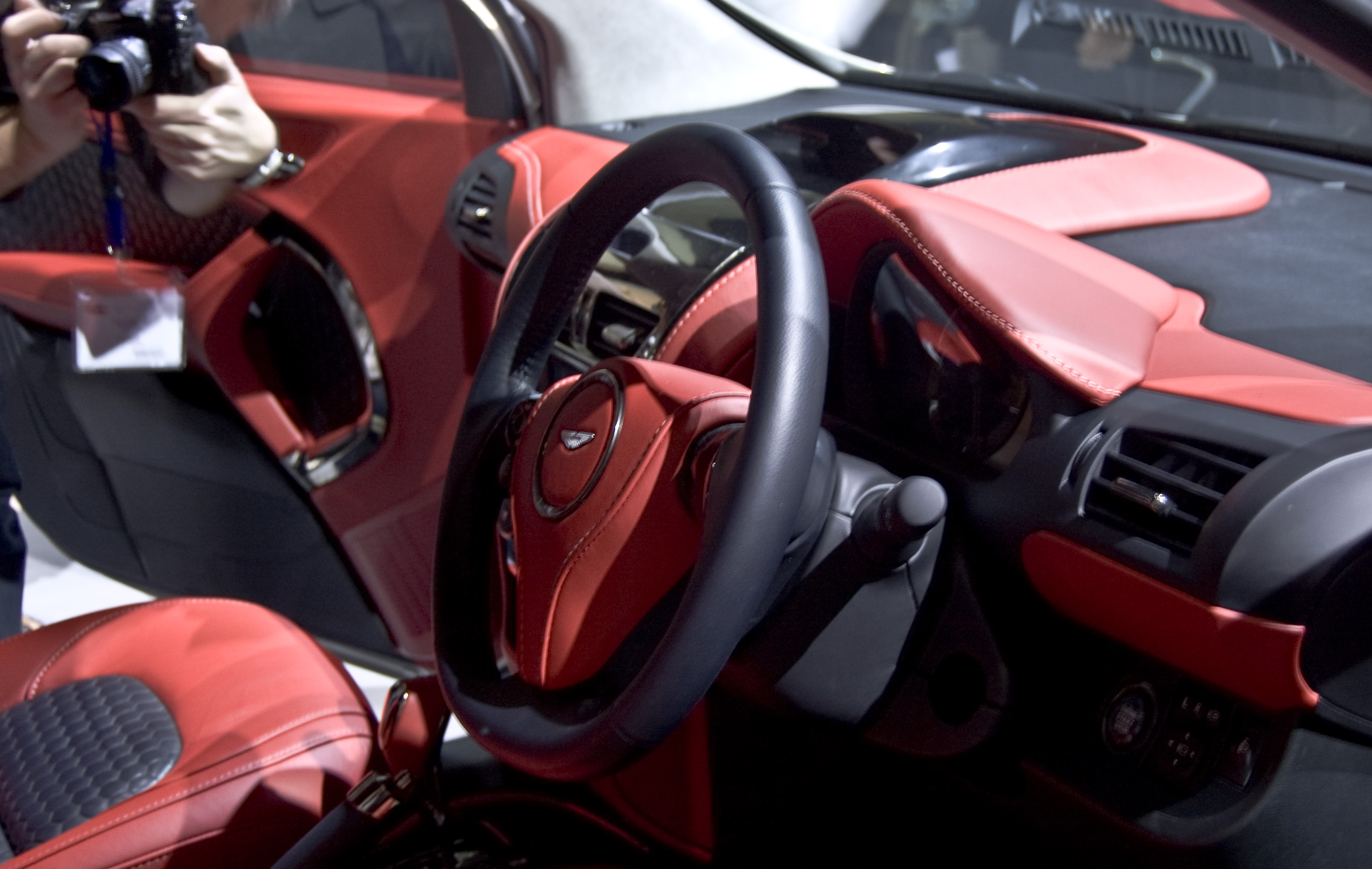
Interior de l'Aston Martin Cygnet al Salo de l'Automòbil de Ginebra de 2010.

A més del model estàndard d'uns 39.000 € també es comercialitzen dues edicions limitades anomenades "Black" i "White". Aquest nom és degut al seu color de carrosseria i al seu acabat interior. Du un motor de gasolina de 1,3L que aporta 98CV de potència i una caixa de canvis manual o automàtica de 6 velocitats.
Tot i ser molt similar al Toyota iQ, aquest model d'Aston gairebé triplica el preu del model japonès i es converteix en l'utilitari de no més de 3,50 metres més car del món. El Cygnet fa 3078 mm de llarg, 1680 mm d'amplada i 1500 mm d'alçada. La principal diferència del Cygnet respecte a l'iQ es troba amb els materials utilitzats per a l'interior. Mentre que el Toyota està fet majoritàriament de plàstic, el Cygnet utilitza l'alumini i el magnesi, cosa que el fa molt més atractiu, ja que els acabats són de gran qualitat. Amb aquest model l'empresa britànica vol demostrar que aposta per la innovació i al mateix temps respecta les exigències d'emissions i espai.
És el primer cop que Aston Martin fabrica un cotxe d'aquestes característiques. Alguns acabats d'aquest model són impropis d'un utilitari, per exemple, moltes peces del tablier i de les portes estan recobertes amb cuir i algunes peces són d'alumini.